# Lancia nigrescentella
Lancia nigrescentella là một loài bướm đêm trong họ Crambidae.